# Basilio Cascella
Basilio Cascella (Pescara, 2 ottobre 1860 – Roma, 24 luglio 1950) è stato un pittore italiano, attivo dalla fine del XIX secolo alla metà del XX secolo.

## Biografia

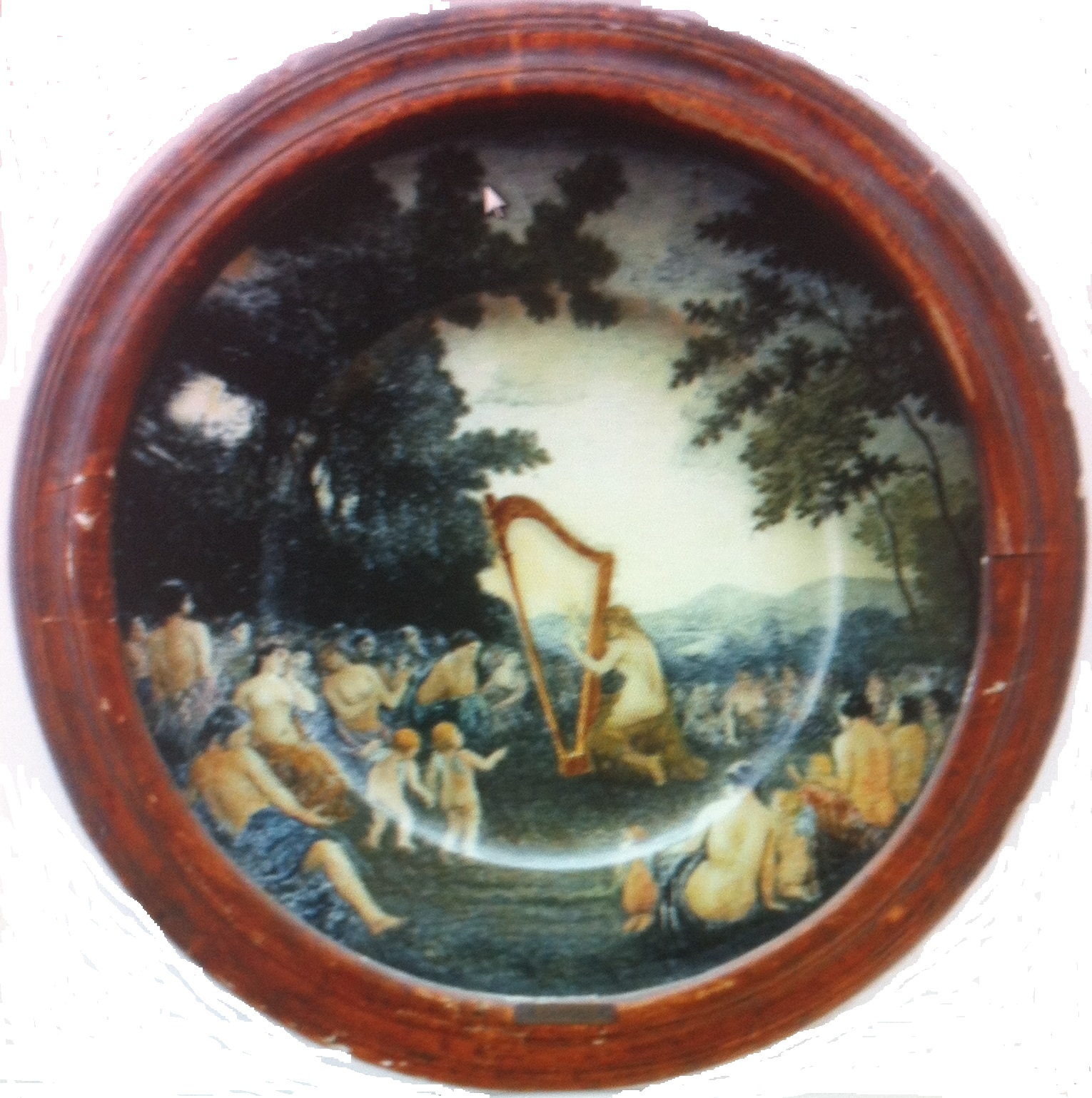
Una ceramica di Basilio Cascella

Il padre, Francesco Paolo, il quale dal 1846 svolgeva l'attività di sarto, si trasferì nel 1870 ad Ortona, e fu proprio in questa città che Basilio trascorse l'infanzia e terminò le scuole elementari. Frequentò poi la scuola serale degli Artieri di Pescara e lavorò come apprendista nello stabilimento tipografico Luigi Salomone. È accertato che i suoi primi disegni risalgono al 1874, copiati dalle stampe. 
Il padre desiderava di essere aiutato da lui nel negozio di sartoria, ma il ragazzo si rese conto della mancanza di interesse per quell'attività, e nell'aprile del 1875 andò a Roma in cerca di fortuna: lì si dedicò alla litografia, tecnica inventata nel 1798 da Senefelder. Dal 1879 si stabilisce a Napoli ed entra in contatto con molti altri artisti, tra cui Domenico Morelli e Francesco Paolo Michetti. La sua opera si rifà esplicitamente al Verismo.
Le sue attività creative sono molteplici: pittore, grafico ed illustratore. Si trasferisce successivamente a Milano dove apre uno stabilimento litografico d'illustrazione. Lavora come grafico pubblicitario e partecipa con alcune opere all'Esposizione Nazionale Artistica di Torino del 1884, a quella di Venezia del 1887(insieme ad artisti quali Giovanni Segantini, John Singer Sargent, Giacomo Grosso, Cesare Tallone, Antonio Mancini, Federico Bernagozzi), a quella di Londra del 1888 e a quella di Palermo del 1891. 
Tre dei suoi figli, Tommaso Cascella, Michele Cascella e Gioacchino Cascella continueranno l'opera paterna. Tornato nella sua città natale, Cascella riannoda i rapporti con Michetti ed entra a far parte del cenacolo michettiano, frequentato, all'epoca, da Gabriele D'Annunzio, Francesco Paolo Tosti, Costantino Barbella ed altri noti artisti, letterati e uomini di cultura abruzzesi. Il 30 gennaio 1895 il consiglio comunale della città delibera la cessione di un terreno per permettergli di costruire uno stabilimento litografico e di pittura. 
Nel 1898 partecipa alla Esposizione generale italiana di Torino.
Nel 1899, dopo aver raccolto attorno a sé un cenacolo di scrittori ed artisti locali, Cascella pubblica il primo numero della rivista “L'illustrazione abruzzese”. Tra i collaboratori spicca Gabriele D'Annunzio. Altri stimoli alla rivista vengono dalle ricerche sul folclore di Antonio De Nino, Gennaro Finamore e Ignazio Cerasoli.
Successivamente cura la rivista “L'illustrazione meridionale” e nel 1905 riprende con una seconda serie “L'illustrazione abruzzese”, cui segue “La Grande Illustrazione”. Collaborano alle riviste, tra gli altri, Luigi Pirandello, Umberto Saba, Gennaro Finamore, Filippo Tommaso Marinetti, Sibilla Aleramo, Matilde Serao, Grazia Deledda, Ada Negri, Guido Gozzano e Giovanni Pascoli. Cascella collabora anche con la rivista milanese Varietas.

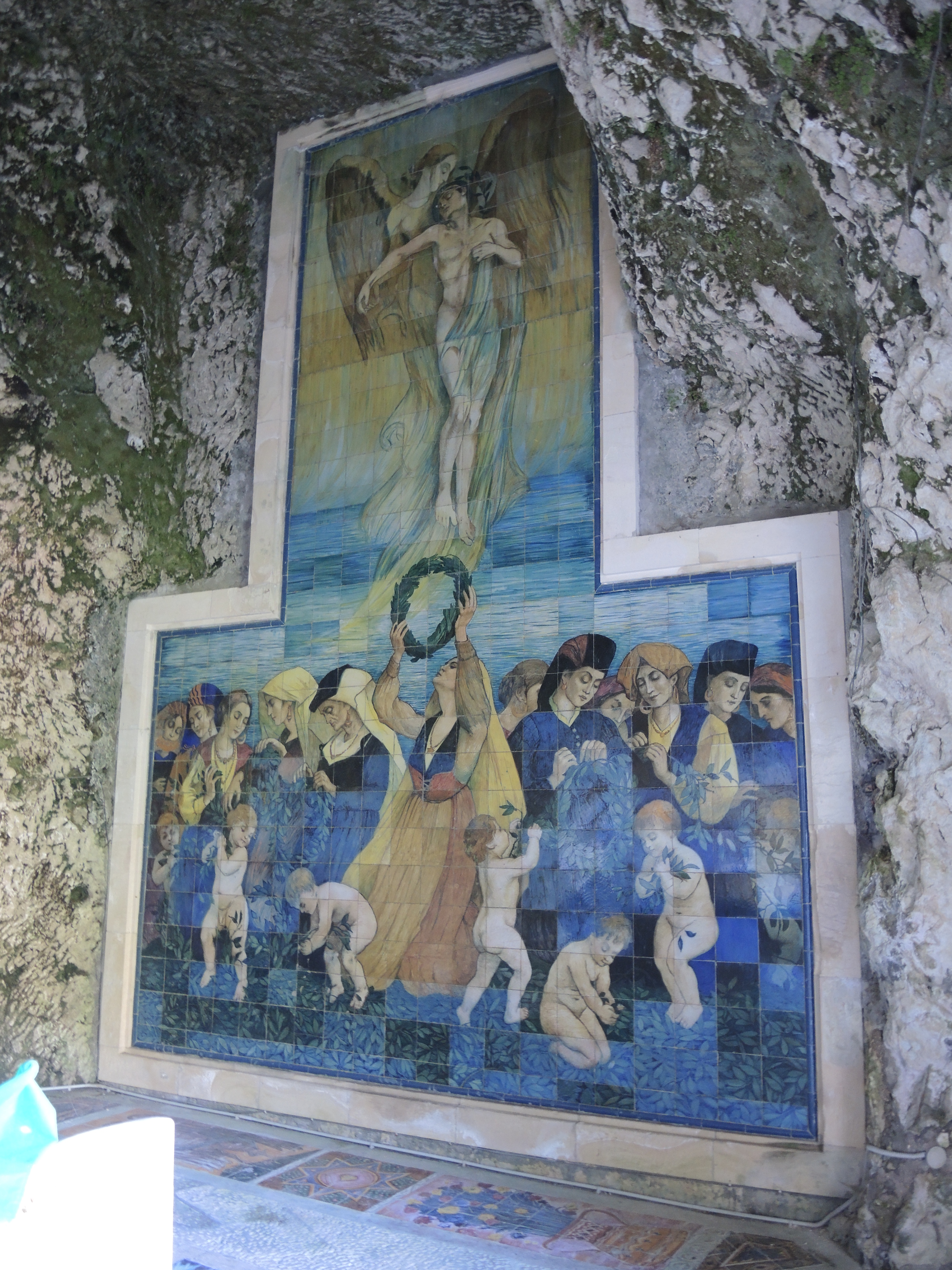
Pannello del sacrario ai caduti di Bocca di Valle

Nel 1917 si trasferisce con i figli a Rapino, ove si dedica all'attività di ceramista. Nel 1924 esegue i tre pannelli policromi raffiguranti la Pietà, l'Eroe del mare e l'Eroe della montagna per la tomba dell'eroe abruzzese Andrea Bafile realizzata dallo scultore Felicetto Giuliante nella grotta sacrario di Bocca di Valle vicino a Guardiagrele sulla Maiella; nel 1926 sette pannelli di grandi dimensioni per la galleria dei banchi di mescita delle Terme del Tettuccio a Montecatini; nel 1930 cinque grandi pannelli con vedute delle città italiane per la galleria della stazione di Milano Centrale; nel 1939 i pannelli decorativi per la stazione marittima di Messina su progetto del figlio Michele.
Negli anni venti aderisce al fascismo e il 24 marzo 1929 è eletto deputato per la XXVIII Legislatura, carica che mantiene fino al 1934.
Rimane attivo anche in età avanzata: realizza numerose opere, tra cui la tela per le nozze del Principe di Piemonte a Villa Savoia a Roma nel 1930, i quadri allegorici La terra e Il mare per il Palazzo del Governo di Bolzano nel 1934 in collaborazione col figlio Tommaso, La giornata della fede al Palazzo del Quirinale a Roma, Gente italica e Fabbro al Ministero dell'Interno a Roma, Trebbia del grano al Ministero dell'agricoltura e delle foreste. È presente a varie esposizioni tra cui la Quadriennale di Roma del 1931, la IV Mostra del Sindacato Provinciale Fascista di Belle Arti di Abruzzo e Molise a Campobasso nel 1937. Tiene l'ultima personale a Milano nel 1948. Muore a Roma nel 1950.

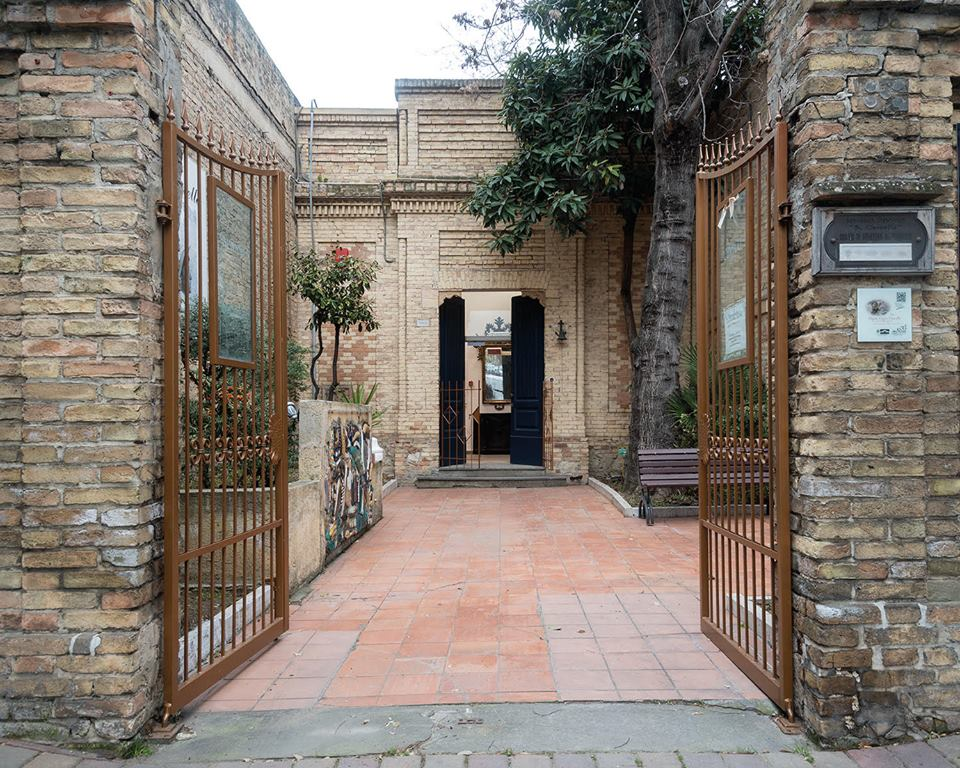
Museo civico Cascella, Pescara

Nel 1955 nasce ad Ortona (CH) il Premio Basilio Cascella a lui dedicato e ancora attivo.
Molte sue opere sono state raccolte e conservate nel museo civico Basilio Cascella di Pescara, presso lo storico stabilimento cromolitografico da lui gestito.

## Opera e stile
Cascella fu militare a Pavia nel 1880, conobbe Medardo Rosso e Vincenzo Irolli, il quale lo avviò alla pittura. Trasferitosi a Milano, Basilio ritrovò Medardo Rosso, conobbe Aleardo Villa, che lo introdusse alla "Famiglia artistica", e frequentò lo studio del nudo. Di questo periodo sono conservati nel Museo civico "Basilio Cascella" a Pescara il Ritratto della madre, Ritratto di Vincenzo Irolli, Allegoria dell'amore (acquarello), Testa di arabo, Figura di donna (a pastello). 
Tornato in Abruzzo nel 1883, affrescò la sala consiliare del Municipio di Ortona, che però fu distrutto nei cannoneggiamenti del dicembre 1943, l'anno successivo partecipò all'Esposizione generale italiana d'Arte Contemporanea, tenutasi a Torino, con il quadro Mantello e sottabito d'ispirazione abruzzese, poi fu presente a Venezia nel 1887 all'Esposizione Nazionale Artistica, poi a Londra nel 1888, all'Esposizione italiana di Napoli nel 1893, e alla Promotrice "Salvator Rosa" con Lotta e la fine. Suscitò attenzione il quadro Il suono e il sonno, oggi conservato nella Prefettura di Chieti, presentato alla "Salvator Rosa", ed esposto a Milano nell'Esposizione triennale dell'Accademia di Brera (1894).
L'opera ritrae un soggetto arcadico, un pastore che al suono della zampogna addormenta la sua donna, da cui sullo sfondo di stempera un sogno classicheggiante di figure femminili. L'opera è conservata nella Pinacoteca Cascella di Ortona nel Palazzo Farnese; successivamente all'Esposizione della Società di Belle Arti di Roma, Cascella presentò ne biennio 1895-96 L'infeconda, olio su tela dove riprende il tema pastorale abruzzese. Nel 1889 realizzò Il bagno della pastora, conservato a Pescara, per la Biennale di Venezia, quadro che però non venne esposto. 
Nello stesso anno a Pescara, dove si era stabilito, avviò uno stabilimento cromolitografico dando vita a L'illustrazione abruzzese, in collaborazione con Vincenzo Bucci e Francesco Paolo Michetti, che era un periodico dedicato all'arte e alla cultura regionale. Tra la prima e la seconda serie del 1905, furono pubblicati solo 10 numeri, mentre nello stesso periodo il Cascella fu direttore artistico della Tribuna illustrata (1890) e de L'illustrazione meridionale (1900).

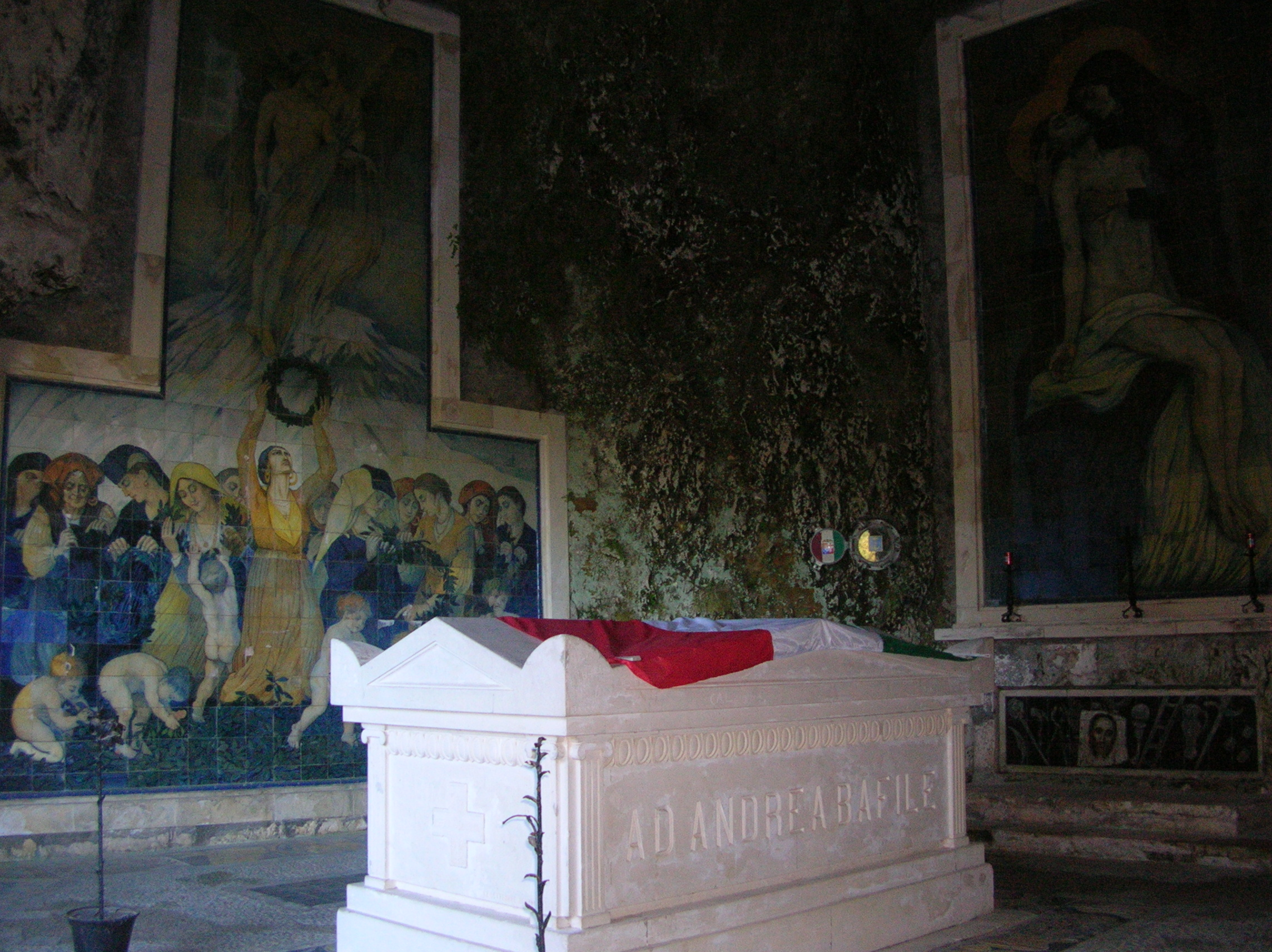
Il sacrario di Andrea Bafile a Guardiagrele (1924)

Questo interesse tipografico si rifece vivo in Basilio nel 1914 quando a Pescara poté stampare una nuova rivista La grande illustrazione, che diresse per un anno. La rivista si avvalse della collaborazione di artisti italiani e stranieri, nel primo anno fu di indirizzo anti-dannunziano e anti-futurista, per quanto riguardava la letteratura, e fu anche antimpressionista per il campo artistico. L'ingresso dell'Italia in guerra capovolse l'impostazione tematica della rivista: interventista, annoverò tra i collaboratori Sivilla Aleramo, i figli Michele e Tommaso, poi gli scritti di Luigi Pirandello, Guido Gozzano, Filippo Tommaso Marinetti, il Negri, il Baldini, il Sartorio, il Previati, l'Irolli, lo Spadini, Umberto Boccioni. 
Dallo stabilimento pescarese uscivano inoltre con colorazioni e tecniche speciali anche serie di cartoline illustrate con le quali Cascella incideva le pietre litografiche, conservate nel museo di Pescara (20 in tutto), grandi incisioni a seppia e terra di Siena, tavole illustrate della Divina Commedia, e per le opere litiche come i Vespri siciliani  e Otello illustrazioni di romanzi, etichette per dolci abruzzesi e liquori. Gran parte della produzione fu esposta insieme alla raccolta de L'illustrazione abruzzese nella Mostra d'arte di Chieti nel 1905, per la quale Basilio produsse anche i cartelloni.
Dello stesso periodo sono da ricordare Ritratto della madre di D'Annunzio, acquaforte del 1904, donata al poeta in occasione della visita a Chieti per la rappresentazione della tragedia La figlia di Jorio, poi il Bacio materno sempre del 1904, litografia conservata nella Pinacoteca provinciale di Chieti, Il trionfo della morte (1905), acquaforte conservata nella Galleria Naz. d'Arte Moderna a Roma, ala testa di Medusa, del 1905, conservata a Roma, Canto-ebro del 1905, conservata a Chieti, La fonte del 1906 olio su tela esposta a Milano nell'apertura della Galleria del Sempione, e distrutta nella seconda guerra mondiale. Nel 1901 Basilio Cascella partecipò con La voce dei venti, litografia conservata nella Pinacoteca di Chieti, all'Esposizione nazionale di Belle Arti a Milano. Nel 1907 fu in contatto con la galleria Drouot di Parigi per un'esposizione delle pitture di gigli Tommaso e Michele.
Soggiornò a Milano tra il 1910-1912, lavorò per la rivista La Natura dell'editrice Vallardi, mentre tra il 1917 e il 18 si trasferì nel centro majellano di Rapino nel chietino, interessato dai nuovi mezzi d'espressione della ceramica, che nel paese aveva preso avvio nella metà dell'800, riportata in auge da Fedele Cappelletti e Gabriele Vitacolonna. Il Cascella raccolse l'eredità popolare della pittura d'impronta pastorale bucolica sulla maiolica, e realizzò anche tessere e pannelli parietali, come il Monumento-sacrario ad Andrea Bafile nella grotta di Bocca di Valle a Guardiagrele, Tenente di Vascello della Regia Marina Militare di origini aquilane, caduto nel 1918.
Oltre alle collezioni provate del Museo Cascella di Pescara, sono conservati piatti, mattonelle, pannelli a soggetto mitologico e pastorale, anfore e vasi, come L'allegoria dell'amore del 1925, mentre su mattonelle è conservato nel palazzo comunale di Ortona il Ritratto di Francesco Paolo Tosti (1925).

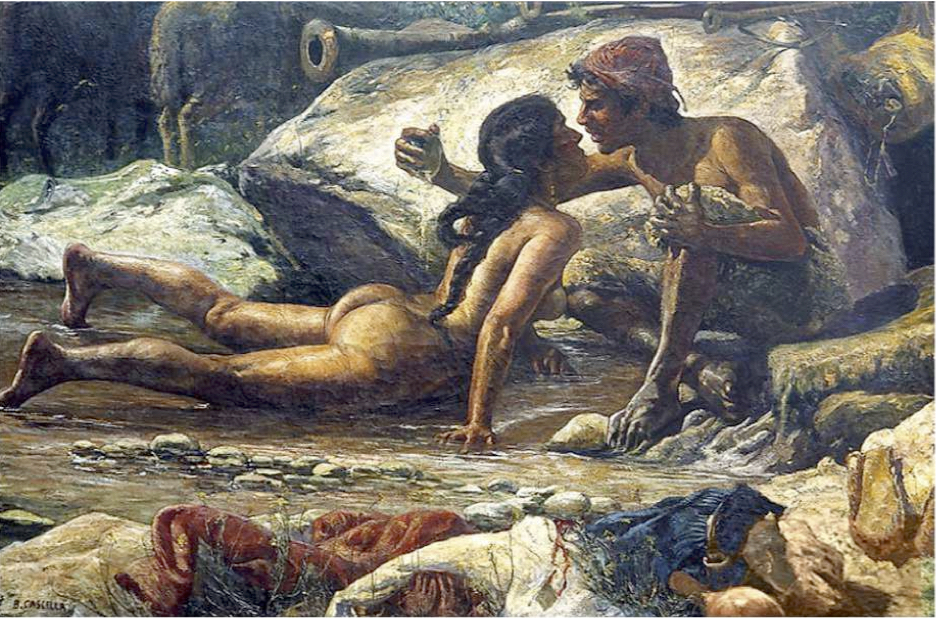
Il bagno della pastora (1903), conservato presso il Museo civico Basilio Cascella di Pescara

nel 1924 Cascella collaborò col figlio Tommaso per la realizzazione del sacrario di Andrea Bafile a Guardiagrele, nel 1927 decorò la Galleria dei Banchi mescita allo stabilimento Tettuccio di Montecatini con sette pannelli a figure allegoriche, nel 1930-31 decorò la Galleria di Testa della stazione di Milano, con cinque pannelli ritraenti le 5 Città Italiane, e la saletta reale di attesa. In collaborazione con Tommaso e su progetto di Michele, eseguì nel 1939-40) la decorazione musiva della stazione di Messina. Maioliche a gran fuoco sui temi dannunziani della figlia di Iorio, le casse nuziali, con pannelli o tondi in ceramica furono esposte a Monza nella II e III Mostra internazionale delle Arti Decorative, poi a Roma nell'Esposizione della Società Cultori di belle arti, e infine nella galleria di Pesaro a Milano nel 1929 insieme alle opere di Michele Cascella.
Trasferitosi a Roma nel 1928 dve rimase fino alla morte, Basilio orientò la sua produzione a celebrare fra l'altro eventi di regime fascista, la sua continua presenza nel settore artistico, aveva accresciuto la sua notorietà, nel 1929 entrò nel Parlamento, divenendo Maestro d'Arte. Interessato dall'istruzione artistica, negli interventi parlamentari sostenne che l'arte dovesse finire "nell'applicazione che forma il vanto delle nazioni", permettendo allo Stato fascista di servirsi dell'arte ai fini dell'esaltazione di sé stesso.
Nel 1931 Cascella fu presente a Roma alla I Quadriennale d'arte moderna, nel 1927 espose alla IV Mostra del Sindacato provinciale fascista di Belle Arti d'Abruzzo e del Molise, a Campobasso, le tempere Il fondatore dell'Impero - L'Impero - Madre di D'Annunzio insieme a pastelli e ceramiche. Le opere più tarde sono Nozze di Sua Altezza Re Principe di Piemonte (1930) a Villa Savoia, La giornata della Fede (Roma, Palazzo del Quirinale), Gente italica e Fabbro (1936-41), conservata all'epoca al Ministero degli Interni, Trebbia del grano, già a Roma al Ministero dell'Agricoltura, e la composizione allegoria Trionfo della Libertà del 1947. Nel 1934 aveva dipinto con il figlio Tommaso le due tele con allegoria Terra e Mare per il salone di ricevimento del Palazzo del Governo a Bolzano.
La maggior parte della produzione di Cascella è conservata nel Museo civico Basilio Cascella a Pescara. Altre opere sono raccolte presso la Pinacoteca della Prefettura a Chieti, e nella Pinacoteca d'Arte Moderna e Contemporanea Cascella, nel Palazzo Farnese a Ortona, mentre alcuni ritratti personali di D'Annunzio e la madre Luisa de Benedictis sono situate nella casa natale del Poeta, a Pescara. A Basilio Cacsella è anche ricordato il premio annuale d'arte moderna che si celebra a Pescara.